# Gaetano II Sforza Cesarini, V principe di Genzano
Gaetano II Sforza Cesarini, V principe di Genzano, XXII conte di Santa Fiora (Roma, 23 agosto 1728 – Roma, 19 marzo 1776), è stato un principe e presbitero italiano.

## Biografia
Nato a Roma il 23 agosto 1728, Gaetano era figlio secondogenito di Sforza Giuseppe I Sforza Cesarini, III principe di Genzano e XX conte di Santa Fiora, e di sua moglie, Maria Francesca Giustiniani dei principi di Bassano.
La sua condizione di ultrogenito lo avviò giovanissimo alla carriera ecclesiastica, lasciando al fratello Filippo la possibilità di ascendere ai domini della sua casata, fatto che avvenne dopo la morte del genitore nel 1744. Il 18 agosto 1750, Gaetano divenne protonotario apostolico per poi divenire commissario apostolico a Perugia nel 1763 su invito di papa Clemente XIII per sedare la rivolta locale scoppiata a causa dell'annona.
Filippo, si sposò ed ebbe un figlio, Sforza Michelangelo, che però morì a due soli anni d'età. Per impedire l'estinzione della casata, Gaetano scelse di abbandonare la carriera ecclesiastica per divenire erede di suo fratello.
Alla morte prematura di Filippo nel 1764, quindi, Gaetano divenne V principe di Genzano e venne onorato dal re di Spagna del grandato. Per adempiere dunque alla pesante eredità lasciatagli dal fratello, come unico maschio sopravvissuto della sua stirpe, si dette da fare per trovare una moglie adeguata e nel 1766 sposò la nobildonna Teresa Antonia Caracciolo, dei principi di Atena. In occasione di queste nozze, il poeta parmense Luigi Bernardo Salvoni dedicò alla coppia una propria lode in poesia.
Parallelamente alle sue vicende personali, Gaetano decise di intraprendere a questo punto la carriera militare ponendosi al servizio del pontefice e divenendo nel 1766 capitano dei suoi cavalleggeri, e dal 1769 ottenendo i titoli di gentiluomo di camera del duca e maggiordomo maggiore della duchessa di Parma. In quello stesso anno si portò a Casalmaggiore per accogliere in territorio parmense l'arciduchessa Maria Amalia d'Asburgo-Lorena, futura moglie del duca Ferdinando. ma decise poi di dimettersi nel 1770 ritenendo più opportuno mantenere i collegamenti con la corte pontificia.
Gaetano morì a Roma il 19 marzo 1776.

## Matrimonio e figli
Gaetano si sposò de volte: la prima volta a Roma nel 1765 con la nobildonna Teresa Antonia Caracciolo (1747-1767), figlia di Giuseppe Litterio, III principe di Atena e di sua moglie, Lavinia Bonelli. Da questo matrimonio non nacquero eredi.
Alla morte della prima moglie, si risposò a Roma il 17 gennaio 1768 con Marianna Caetani (1750-1785), figlia di Michelangelo, X duca di Sermoneta e di sua moglie, Carlotta Ondedei. Da questo matrimonio nacquero i seguenti figli:
- Giuseppe (1º febbraio 1769 - 16 ottobre 1770)
- Ferdinando (20 marzo 1770 - 22 marzo 1770)
- Maria Francesca (23 gennaio 1771 - vaiolo, 29 settembre 1772)
- Teresa (31 dicembre 1771 - vaiolo, 4 ottobre 1772)
- Francesco (1773 - 1816), VI principe di Genzano
- Anna (13 agosto 1775 - 14 dicembre 1850[2]), sposò in prime nozze nel 1793 Filippo Mattei, IV duca di Giove (1770-1801), e in seconde nozze nel 1808 il marchese Guglielmo Longhi (1772-1847[2])

## Albero genealogico
|                                                          |                                                     |                                                      | Genitori                                 |  |  | Nonni |  |  | Bisnonni                                              |  |  | Trisnonni                  |  |
|                                                          |                                                     |                                                      |                                          |  |  |       |  |  | Federico Sforza di Santa Fiora, I principe di Genzano |  |  | Paolo II Sforza di Proceno |  |
|                                                          |                                                     |                                                      |                                          |  |  |       |  |  | Federico Sforza di Santa Fiora, I principe di Genzano |  |  | Paolo II Sforza di Proceno |  |
|                                                          |                                                     | Olimpia Cesi                                         |                                          |  |  |       |  |  | Federico Sforza di Santa Fiora, I principe di Genzano |  |  |                            |  |
| Gaetano I Sforza Cesarini, II principe di Genzano        |                                                     |                                                      |                                          |  |  |       |  |  | Federico Sforza di Santa Fiora, I principe di Genzano |  |  |                            |  |
|                                                          |                                                     | Livia Cesarini                                       | Giuliano III Cesarini                    |  |  |       |  |  |                                                       |  |  |                            |  |
|                                                          |                                                     | Livia Cesarini                                       | Giuliano III Cesarini                    |  |  |       |  |  |                                                       |  |  |                            |  |
|                                                          |                                                     | Livia Cesarini                                       | Margherita Savelli                       |  |  |       |  |  |                                                       |  |  |                            |  |
| Sforza Giuseppe Sforza Cesarini, III principe di Genzano |                                                     | Livia Cesarini                                       |                                          |  |  |       |  |  |                                                       |  |  |                            |  |
|                                                          |                                                     | Giuseppe Lotario Conti, VI duca di Poli e Guadagnolo | Carlo Conti, V duca di Poli e Guadagnolo |  |  |       |  |  |                                                       |  |  |                            |  |
|                                                          |                                                     | Giuseppe Lotario Conti, VI duca di Poli e Guadagnolo | Carlo Conti, V duca di Poli e Guadagnolo |  |  |       |  |  |                                                       |  |  |                            |  |
|                                                          |                                                     | Giuseppe Lotario Conti, VI duca di Poli e Guadagnolo | Isabella Muti                            |  |  |       |  |  |                                                       |  |  |                            |  |
| Vittoria Conti                                           |                                                     | Giuseppe Lotario Conti, VI duca di Poli e Guadagnolo |                                          |  |  |       |  |  |                                                       |  |  |                            |  |
|                                                          |                                                     | Lucrezia Colonna di Paliano                          | Marcantonio V Colonna di Paliano         |  |  |       |  |  |                                                       |  |  |                            |  |
|                                                          |                                                     | Lucrezia Colonna di Paliano                          | Marcantonio V Colonna di Paliano         |  |  |       |  |  |                                                       |  |  |                            |  |
|                                                          |                                                     | Lucrezia Colonna di Paliano                          | Isabella Gioeni                          |  |  |       |  |  |                                                       |  |  |                            |  |
| Gaetano II Sforza Cesarini IV principe di Genzano        |                                                     | Lucrezia Colonna di Paliano                          |                                          |  |  |       |  |  |                                                       |  |  |                            |  |
|                                                          | Carlo Benedetto Giustiniani, II principe di Bassano | Andrea Giustiniani, I principe di Bassano            |                                          |  |  |       |  |  |                                                       |  |  |                            |  |
|                                                          | Carlo Benedetto Giustiniani, II principe di Bassano | Andrea Giustiniani, I principe di Bassano            |                                          |  |  |       |  |  |                                                       |  |  |                            |  |
|                                                          | Carlo Benedetto Giustiniani, II principe di Bassano | Anna Maria Flaminia Pamphili                         |                                          |  |  |       |  |  |                                                       |  |  |                            |  |
| Vincenzo Giustiniani, III principe di Bassano            | Carlo Benedetto Giustiniani, II principe di Bassano |                                                      |                                          |  |  |       |  |  |                                                       |  |  |                            |  |
|                                                          |                                                     | Caterina Gonzaga                                     | Alfonso II Gonzaga                       |  |  |       |  |  |                                                       |  |  |                            |  |
|                                                          |                                                     | Caterina Gonzaga                                     | Alfonso II Gonzaga                       |  |  |       |  |  |                                                       |  |  |                            |  |
|                                                          |                                                     | Caterina Gonzaga                                     | Ricciarda Cybo Malaspina                 |  |  |       |  |  |                                                       |  |  |                            |  |
| Maria Francesca Giustiniani                              |                                                     | Caterina Gonzaga                                     |                                          |  |  |       |  |  |                                                       |  |  |                            |  |
|                                                          |                                                     | Gregorio Boncompagni, V duca di Sora                 | Ugo Boncompagni, IV duca di Sora         |  |  |       |  |  |                                                       |  |  |                            |  |
|                                                          |                                                     | Gregorio Boncompagni, V duca di Sora                 | Ugo Boncompagni, IV duca di Sora         |  |  |       |  |  |                                                       |  |  |                            |  |
|                                                          |                                                     | Gregorio Boncompagni, V duca di Sora                 | Maria Ruffo                              |  |  |       |  |  |                                                       |  |  |                            |  |
| Costanza Boncompagni                                     |                                                     | Gregorio Boncompagni, V duca di Sora                 |                                          |  |  |       |  |  |                                                       |  |  |                            |  |
|                                                          |                                                     | Ippolita Ludovisi, principessa di Piombino           | Niccolò I Ludovisi, principe di Piombino |  |  |       |  |  |                                                       |  |  |                            |  |
|                                                          |                                                     | Ippolita Ludovisi, principessa di Piombino           | Niccolò I Ludovisi, principe di Piombino |  |  |       |  |  |                                                       |  |  |                            |  |
|                                                          |                                                     | Ippolita Ludovisi, principessa di Piombino           | Costanza Pamphili di San Martino         |  |  |       |  |  |                                                       |  |  |                            |  |
|                                                          |                                                     | Ippolita Ludovisi, principessa di Piombino           |                                          |  |  |       |  |  |                                                       |  |  |                            |  |